# Grandview (Misuri)
Grandview es una ciudad ubicada en el condado de Jackson en el estado estadounidense de Misuri. En el Censo de 2010 tenía una población de 24475 habitantes y una densidad poblacional de 639,32 personas por km².

## Geografía
Grandview se encuentra ubicada en las coordenadas 38°52′53″N 94°31′22″O / 38.88139, -94.52278. Según la Oficina del Censo de los Estados Unidos, Grandview tiene una superficie total de 38.28 km², de la cual 38.14 km² corresponden a tierra firme y (0.38%) 0.15 km² es agua.

## Demografía
Según el censo de 2010, había 24475 personas residiendo en Grandview. La densidad de población era de 639,32 hab./km². De los 24475 habitantes, Grandview estaba compuesto por el 48.35% blancos, el 40.85% eran afroamericanos, el 0.54% eran amerindios, el 1.07% eran asiáticos, el 0.07% eran isleños del Pacífico, el 5.08% eran de otras razas y el 4.04% pertenecían a dos o más razas. Del total de la población el 9.72% eran hispanos o latinos de cualquier raza.